# Син славей
Синият славей (Luscinia cyane) е вид птица от семейство Мухоловкови (Muscicapidae).

## Разпространение и местообитание
Разпространен е в Бруней, Камбоджа, Китай, Индия, Индонезия, Япония, Казахстан, Северна Корея, Южна Корея, Лаос, Малайзия, Мианмар, Непал, Русия, Сингапур, Китай, Тайланд и Виетнам.